# Aeroportul MidAmerica St. Louis
Aeroportul MidAmerica St. Louis (IATA: BLV, ICAO: KBLV, FAA LID: BLV) este un aeroport din Illinois, Statele Unite ale Americii ce deservește zona Belleville. Aeroportul a fost tranzitat în 2022 de 163.210 pasageri.
Situat la o altitudine de 140 m, aeroportul dispune de o singură pistă.